# Mischocyttarus schunkei
Mischocyttarus schunkei är en getingart som beskrevs av Zikan 1949. Mischocyttarus schunkei ingår i släktet Mischocyttarus och familjen getingar. Inga underarter finns listade i Catalogue of Life.